# Aleksandra Waliszewska
Aleksandra Waliszewska (30 de gener de 1976, Varsòvia) és una pintora i il·lustradora polonesa.

## Biografia

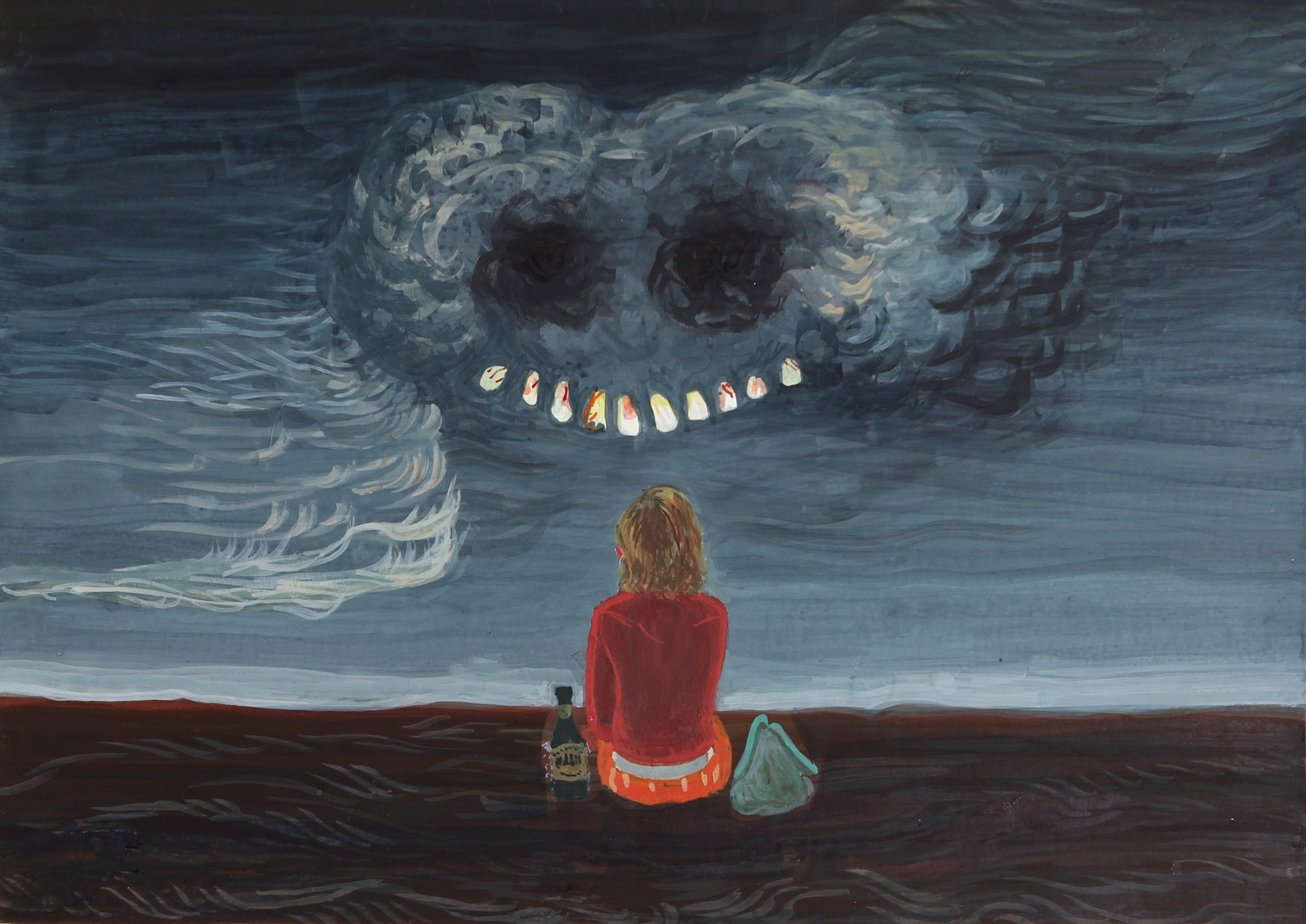
Aleksandra Waliszewska - Bez tytułu (en català Sense títol) (2012-2013)

Graduada a l'Acadèmia de Belles Arts de Varsòvia (ASP), l'any 2001 va obtenir un diploma amb distinció en l'estudi del professor Wiesław Szamborski.
El 2003 va rebre una beca del Ministeri de Cultura i Patrimoni de la Cultura i de l'Art, i la seva obra va ser publicada per "My Dance The Skull", "Fukt", "United Dead Artists", "Les Editions Du 57", "Drippy Bone Books" i "Editions Kaugummi". A més, Aleksandra Waliszewska és autora d'il·lustracions de The Glazier's Gift de Kazimiera Dębska. L'any 2008 l'artista va abandonar la pintura de cavallet a favor del gouache realitzat en paper A4. I així pintant una mitjana d'una obra al dia, l'any 2010 arribaria a una col·lecció que comptaria amb unes 2.000 obres. I el desembre de 2010 va ser finalista a la fase polonesa del Henkel Art Award.
L'any 2012 va col·laborar en l'escriptura del guió i va participar com a personatge al curtmetratge titulat The Capsule, que fou dirigit per Athina Rachel Tsangari i encarregat per la fundació Dakisa Ioannou/Deste Foundation. I l'any 2013, a la fira d'art ARCO de Madrid, va rebre el premi de l'Associació Espanyola de Crítics d'AECA.

## Estil
Les primeres pintures d'Aleksandra Waliszewska s'inspiren en l'art del Quattrocento italià i l'artista ha destacat clarament aquest valor estilístic, pintant els llenços a l'estil de Piero della Francesca, Masaccio o Giotto. Ha demostrat molt d'interès en el color, l'estat d'ànim i la manera de col·locar la pintura dels mestres del segle xv. Però les obres d'aquest període de Waliszewska també recorden les obres de Vermeer (l'atmosfera de l'interior), Balthus i els primers Picasso. Com ha explicat en declaracions a la premsa, les seves pintures són una barreja de motius seleccionats de la pintura antiga i les seves pròpies experiències i observacions. Per això, en el paisatge renaixentista s'hi veuen elements extrets del present així com composicions i figures similars a obres murals d'Uccell als claustres de Santa Maria Novella de Florència o els disturbis mústics de les obres de Chirico.
També és recurrent en l'obra figurativa de Waliszewska els autoretrats, de noies joves nues que caminen per prats, a la vora del mar, places urbanes buides, etcètera. L'artista ha admès en entrevistes que prefereix pintar i no haver de treballar amb models en viu, i sovint presenta el seu cos deformat i envellit, revelant diferents valors expressius. Els seus personatges són d'estil escultòric i d'una solidesa extreta del clarobscur, amb figures andrògines, i teles panormaìques amb escenes molt uniformes semblants als frisos de les vil·les de Pompeya, amb narracions misterioses, hermètiques i incomprensibles per a la percepció contemporània. Per a Waliszewska, la composició de la imatge sembla la més important, mentre que la temàtica un tema secundari.
Aquest estil ha anat variant i ha introduït algunes visions inquietants i macabres com extretes de malsons d'infantesa. Segons ella pintar noies petites en situacions opressives la motiva, la barreja de perversió i fades al mateix temps, els jocs idíl·lics de petites heroïnes es barregen amb sofisticats horrors i tot està impregnat d'un erotisme fortament accentuat. Els animals salvatges i els monstres aterridors entren en relació amb les nenes: objectes de fantasies sexuals fosques. Les petites dones són de vegades víctimes, de vegades, iniciadores de la violència, la innocència de les nenes s'entrellaça amb alguna cosa demoníaca i repulsiva. A l'obra "Śmierć pedofila przedstawia" (La mort d'un pedòfil) mostra a una noia separada del cap de l'home que surt del sòl; en una altra imatge, la noia amb el recollit en cues beu amb impaciència de l'ampolla un líquid vermell que sembla una sang que li regalima per la barbeta i que li taca la brusa.
En els darrers treballs de Waliszewska, es poden trobar referències a traumes reals, així com a climes coneguts de pel·lícules de terror o pel·lícules de vampirs, així com representacions o imatges arquetípiques que s'assemblen al bestiari medieval, a més de fonts d'inspiració contemporànies, com ara videojocs d'ordinador, imatges preses d'Internet i còmics.

## Exposicions
Exposicions individuals seleccionades:
- 2013 - "Take 5", Centre d'Art Contemporani d'Ujazdowski a Varsòvia
- 2012 - "Przyre dziecko", Centre d'art contemporani Castell d'Ujazdowski, Varsòvia
- 2011 - "Chapter Three: Pain", Galeria ReMap3, Atenes
- 2010 - "Heroes of might and magic", Centre d'art contemporani Castell de Ujazdowski, Varsòvia
- 2006 - "Aleksandra Waliszewska – Malarstwo", Galeria Opus, Łódź
- 2005 - "Narcyz", Galeria Karowa, Varsòvia
- 2003 - Wystawa malarstwa w Galerii Test, Warszawa; Una exposició de pintures a la Galeria Promocyjna de Varsòvia
- 2002 - Wystawa malarstwa w Galerii Test, Warszawa; Una exposició de pintures a la Galeria DAP de Varsòvia
- 2001 - "Światło", Karowa Gallery, Varsòvia
- 2000 - "Sen i dziewczyna" (un somni i una noia), Galeria Karowa, Varsòvia
- 1998 - Galeria Aktyn, Varsòvia
- 1997 - Galeria Aneks, Varsòvia

Exposicions col·lectives seleccionades:
- 2011 - "Sweatboxing 2", Leto Gallery, Varsòvia; "Frédéric Magazine", Jean Marc Thèvenet Gallery, París
- 2010 - "Nawet o tym nie myśl" (Ni tan sols ho pensis), Galeria Leto, Varsòvia; Sinfonia Varsòvia, Varsòvia
- 2009 - "Kwiaty na poddaszu" (Flors a l'àtic), apartament de Geppert, Wrocław; "Jo era un gos", BWA Wrocław, Galeria Design
- 2007 - "Sami o sobie", Galeria d'Art Municipal, źódź
- 2006 - "Malarstwo XXI wieku" (Pintura del segle xxi), Galeria Nacional d'Art - Zachęta, Varsòvia
- 2002 - "Natura rzeczy" (Naturalesa de les coses), Galeria DAP, Varsòvia
- 2001 - "Ni pies ni wydra", Galeria Karowa, Varsòvia
- 1998 - "Prawdziwe życie aniołów" (La vida real dels àngels), Galeria Karowa, Varsòvia
- 1996 - "Express Polonia", Budapest

## Filmografia
- Dog Days (2019), departament artístic i pintura, disseny del cartell i fotografia
- Stwór (2015), departament de vestuari i armari, disseny gràfic del vestuari, i inspiració del vestuari de la Creature[5]
- The Capsule (2012), actriu secundària i coguionista al curtmetratge